# Geregistreerd partnerschap

Erkenning van het homohuwelijk wereldwijd
Homohuwelijk
Gelegaliseerd, maar nog niet van kracht
Geregistreerd partnerschap
Beperkte cohabitatierechten
Homohuwelijk voltrokken in andere jurisdicties erkend
Geen erkenning
- Beperkte erkenning holebikoppels in 100+ Japanse steden en zes prefecturen

Het geregistreerd partnerschap is een bij de overheid geregistreerde vorm van een soort "samenlevingscontract" tussen twee personen. Vaak is de bedoeling om een alternatieve wettelijke erkenning te geven aan relaties tussen personen van hetzelfde geslacht in landen waar het homohuwelijk nog niet werd ingevoerd. Het eerste land dat die rechten aan koppels van gelijk geslacht gaf was Denemarken in 1989. Landen die het homohuwelijk wel invoerden, maar voordien al een regeling van partnerschapsregistratie kenden voor homostellen, kiezen er soms voor om deze te behouden, als optie naast het huwelijk. Vaak stellen zij deze vorm van samenlevingsregistratie dan ook open voor heterokoppels door het geslachtsneutraal in te vullen. Een geregistreerd partnerschap verschaft, afhankelijk van de wetgeving, vaak minder rechten dan het huwelijk. Landen die het homohuwelijk niet erkennen, maar wel een geregistreerd partnerschap voorzien: Cyprus, Estland, Griekenland, Hongarije, Italië, Kroatië, Letland, Liechtenstein, Monaco, Montenegro, San Marino en Tsjechië.

## Geregistreerde partnerschappen enkel voor homoparen
- Italië
- Tsjechië
- Slovenië
- Kroatië
- Hongarije
- Zwitserland
- Liechtenstein

## Geslachtsneutrale partnerschappen

### Nederland
Nederland voerde het geregistreerd partnerschap in op 1 januari 1998. Het was staatssecretaris Elizabeth Schmitz (PvdA) in het kabinet-Kok I die de noodzakelijke wetgeving door het parlement loodste. Registratie van partnerschap geschiedt bij een akte van registratie van partnerschap opgemaakt door een ambtenaar van de burgerlijke stand.
Volgens het CBS waren er in 2008 10.860 partnerschapsregistraties, iets meer dan in 2007 en 2006, toen het aandeel 9% bedroeg van het totaal van wettige verbintenissen. De stijgende lijn zette daarna door, in 2016 verkoos 19% van de paren het geregistreerd partnerschap boven het huwelijk. Het KNB stelt voor het af te schaffen, vanwege het kleine verschil met het huwelijk. De wettelijke basis van het geregistreerd partnerschap staat in de artikelen 77a en 80a t/m 80g van Boek 1 van het Burgerlijk Wetboek (Personen- en familierecht).
Sinds 1 april 2014 krijgen ook beide partners van heterokoppels met een geregistreerd partnerschap automatisch ouderschapsrechten over kinderen die na sluiting van het partnerschap geboren zijn. Een verschil met het huwelijk is nog dat bij het sluiten van een geregistreerd partnerschap het uitspreken van het jawoord niet verplicht is. Bij partners van gelijk geslacht moet de partner om het juridisch ouderschap te verwerven de kinderen adopteren van de partner die al juridisch ouder is – door geboorte als het een vrouw betreft; door erkenning of juridisch vaderschap door een eerder huwelijk als het een man betreft; of in beide gevallen door een eerdere adoptie. De partners kunnen gezamenlijk adopteren.
Per 1 maart 2009 is de Wet bevordering voortgezet ouderschap en zorgvuldige scheiding in werking getreden. Sindsdien is de flitsscheiding daarom niet meer mogelijk. Een belangrijke reden voor afschaffing was dat andere landen de flitsscheiding vaak niet erkenden. Mensen die een flitsscheiding hadden, zouden zich dan in het buitenland schuldig kunnen maken aan bigamie, indien zij zouden hertrouwen. Het ontbinden van een geregistreerd partnerschap wordt ook wel partnerschapsscheiding genoemd.
Zie ook Burgerlijk huwelijk en geregistreerd partnerschap in Nederland.

### België
Het equivalent in België is de wettelijke samenwoning, dat een "tussenvorm" is tussen het feitelijk samenwonen en het huwelijk. Bij wet van 23 november 1998 werden hiervoor de artikelen 1475 tot 1479 in het Burgerlijk Wetboek ingevoerd. Het wettelijk samenwonen is mogelijk tussen eender welke twee personen die een woning delen, dus van hetzelfde of verschillend geslacht, al dan niet familie, en al dan niet met een seksuele relatie. Twee mensen die (wettelijk of feitelijk) samenwonen kunnen specifieke voorwaarden van het samenwonen regelen in een samenlevingscontract, maar dit is niet verplicht.

### Verenigd Koninkrijk
In het VK werd in 2004 door de Labourregering van Tony Blair een vorm van geregistreerd partnerschap voor paren van gelijk geslacht ingevoerd. In 2013 kwam daarnaast het homohuwelijk te staan. 
Heteroseksuelen vonden het discriminerend, dat het geregistreerd partnerschap voor hen niet toegankelijk was. Ze kregen in juni 2018 van het Hooggerechtshof gelijk, waarna de regering begin oktober 2018 aankondigde, dit met een wetswijziging te gaan regelen.

### Overig
- Frankrijk
- Griekenland
- Estland
- Luxemburg
- Andorra
- Malta
- Cyprus
- San Marino
- Chili
- Ecuador

## Enkel mogelijk in bepaalde deelstaten

### Japan
Sinds 2015 reiken steeds meer steden en prefecturen (o.a. Ibaraki, Osaka, Gunma, Saga, Mie,  Aomori en Tokyo) samenlevingscertificaten uit aan holebi koppels die een minimale erkenning van hun relatie bieden. Ze vertegenwoordigen meer dan de helft van de Japanse bevolking, maar de rechtskracht van de certificaten is beperkt en de centrale overheid erkent ze niet.

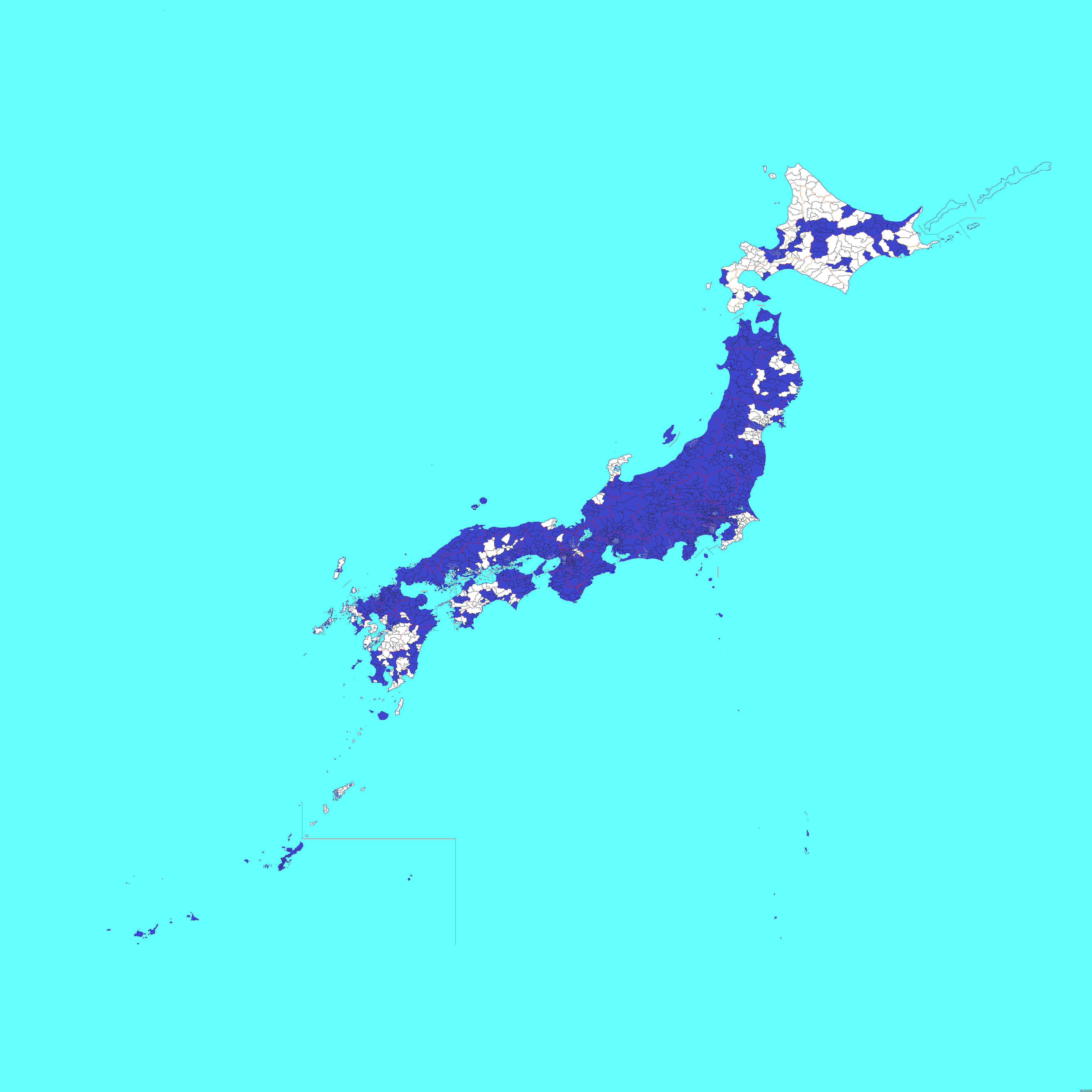
Kaart van Japan die aangeeft welke steden geregistreerde partnerschappen toestaan
Registratie open voor homokoppels
geen registratie